# Unterseeboot 667
L'Unterseeboot 667 est un sous-marin allemand de type VII C utilisé par la Kriegsmarine pendant la Seconde Guerre mondiale.

## Conception
Unterseeboot type VII, l'U-667 avait un déplacement de 769 tonnes en surface et 871 tonnes en plongée. Il avait une longueur totale de 67,10 m, un maître-bau de 6,20 m, une hauteur de 9,60 m et un tirant d'eau de 4,74 m. Le sous-marin était propulsé par deux hélices de 1,23 m, deux moteurs diesel Germaniawerft M6V 40/46 de 6 cylindres en ligne de 1400 cv à 470 tr/min, produisant un total de 2 060 à 2 350 kW en surface et de deux moteurs électriques Siemens-Schuckert GU 343/38-8 de 375 cv à 295 tr/min, produisant un total 550 kW, en plongée. Le sous-marin avait une vitesse en surface de 17,7 nœuds (32,8 km/h) et une vitesse de 7,6 nœuds (14,1 km/h) en plongée. Immergé, il avait un rayon d'action de 80 milles marins (150 km) à 4 nœuds (7,4 km/h ; 4,6 milles par heure) et pouvait atteindre une profondeur de 230 m. En surface son rayon d'action était de 8 500 milles nautiques (soit 15 700 km) à 10 nœuds (19 km/h).
L'U-667 était équipé de cinq tubes lance-torpilles de 53,3 cm (quatre montés à l'avant et un à l'arrière) qui contenait quatorze torpilles. Il était équipé d'un canon de 8,8 cm SK C/35 (220 coups) et d'un canon antiaérien de 20 mm Flak. Il pouvait transporter 26 mines TMA ou 39 mines TMB. Son équipage comprenait 4 officiers et 40 à 56 sous-mariniers.

## Histoire
Le sous-marin est d'abord affecté au sein de la 5. Unterseebootsflottille à Kiel jusqu'au 31 mai 1943, sous le commandement du Kapitänleutnant Heinrich Andreas Schroeteler depuis le 21 octobre 1942.
Première patrouille
Le navire quitte Kiel le 20 mai 1943 et revient à Saint-Nazaire le 26 juillet. Il n'a fait aucune attaque et est attaqué deux fois par des avions alliés. Il est affecté à la 7. Unterseebootsflottille depuis le mois de juin.
Deuxième patrouille
Après un voyage de deux jours mi-septembre, la patrouille se déroule du 18 septembre au 10 octobre 1943. Le canon antiaérien  sert le 25 septembre dans le détroit de Gibraltar sans doute contre un Vickers Wellington britannique.
Troisième et quatrième patrouilles
La troisième patrouille (du 18 novembre 1943 au 6 janvier 1944) et la quatrième patrouille (du 8 mars 1944 au 19 mai 1944) ne rencontrent pas d'ennemi.
Le 10 juillet 1944, le commandement est remis au Kapitänleutnant Karl-Heinz Lange.
Cinquième patrouille
L'U 667 quitte Saint-Nazaire le 22 juillet 1944. Au cours d'une attaque contre le convoi EBC-66, il coule la corvette canadienne Regina et le cargo américain Ezra Weston. Le 14 août, il attaque le convoi EBC-72 et coule l'embarcation de débarquement d'infanterie LCI(L)-99 et abîme gravement l'embarcation de débarquement de chars de combat LST-921 qui coule juste après.
Peu de temps avant d'arriver dans le port de La Rochelle, le contact avec le sous-marin est rompu le 25 août 1944. Les navires qui devaient l'escorter le lendemain ne trouvent aucune trace du submersible, il n'y a aucun survivant.
Les recherches historiques indiquent qu'il n'y a pas eu d'attaque alliée, par conséquent le navire a dû toucher une mine marine larguée par des avions britanniques. En 1973, des plongeurs français découvrent une épave avec une proue sévèrement endommagée par une mine, susceptible d'être l'U 667.

## Affectations
- 5. Unterseebootsflottille du 21 octobre 1942 au 31 mai 1943 (Période de formation).
- 7. Unterseebootsflottille du 1er juin 1943 au 26 août 1944 (Unité combattante).

## Commandement
- Kapitänleutnant Heinrich-Andreas Schroeteler du 21 octobre 1942 à mai 1944 (Croix de chevalier).
- Commandement vacant du 20 mai 1944 au 9 juillet 1944.
- Kapitänleutnant Karl-Heinz Lange du 10 juillet 1944 au 26 août 1944 (Croix allemande).

## Patrouilles
|       | Commandant                          | Départ            | Départ      | Arrivée           | Arrivée     | Jours     | Succès   |
| ----- | ----------------------------------- | ----------------- | ----------- | ----------------- | ----------- | --------- | -------- |
| 1     | Kptlt. Heinrich-Andreas Schroeteler | 20 mai 1943       | Kiel        | 26 juillet 1943   | St. Nazaire | 68 jours  |          |
| 2     | Kptlt. Heinrich-Andreas Schroeteler | 14 septembre 1943 | St. Nazaire | 16 septembre 1943 | St. Nazaire | 3 jours   |          |
| L     | Kptlt. Heinrich-Andreas Schroeteler | 18 septembre 1943 | St. Nazaire | 11 octobre 1943   | St. Nazaire | 24 jours  |          |
| 3     | Kptlt. Heinrich-Andreas Schroeteler | 18 novembre 1943  | St. Nazaire | 6 janvier 1944    | St. Nazaire | 50 jours  |          |
| 4     | Kptlt. Heinrich-Andreas Schroeteler | 8 mars 1944       | St. Nazaire | 19 mai 1944       | St. Nazaire | 73 jours  |          |
| 5     | Kptlt. Karl-Heinz Lange             | 22 juillet 1944   | St. Nazaire | 26 août 1944      | Coulé       | 36 jours  | 10 000   |
| Total | Total                               | Total             | Total       | Total             | Total       | 254 jours | 10 000 t |

Notes : Kptlt. = Kapitänleutnant

### Opérations Wolfpack
L'U-667 opéra avec les Wolfpacks (meute de loups) durant sa carrière opérationnelle.
- Coronel (4-8 décembre 1943)
- Coronel 2 (8-14 décembre 1943)
- Coronel 3 (14-17 décembre 1943)
- Borkum (18-26 décembre 1943)
- Preussen (13-22 mars 1944)

## Navires coulés
L'U-667 coula 1 navire marchand de 7 176 tonneaux, 2 navires de guerre totalisant 1 171 tonneaux et détruisit 1 navire de guerre de 1 653 tonneaux au cours des 5 patrouilles (254 jours en mer) qu'il effectua.
| Date         | Nom                | Nationalité              | Tonnage | Convoi | Fait         | Localisation        |
| ------------ | ------------------ | ------------------------ | ------- | ------ | ------------ | ------------------- |
| 8 août 1944  | Ezra Weston        | USA                      | 7 176   | EBC-66 | Coulé        | 50° 42′ N, 5° 03′ O |
| 8 août 1944  | HMCS Regina (K234) | Marine royale canadienne | 925     | EBC-66 | Coulé        | 50° 42′ N, 5° 03′ O |
| 14 août 1944 | USS LST-921        | US Navy                  | 1 653   | EBC-72 | Perte totale | 50° 56′ N, 4° 47′ O |
| 14 août 1944 | HMS LCI(L)-99      | Royal Navy               | 246     | EBC-72 | Coulé        | 50° 56′ N, 4° 47′ O |